# Clarke Peters
Clarke Peters (New York, 7 april 1952), geboren als Peter Clarke, is een Amerikaans acteur en toneelschrijver.

## Biografie
Peters werd geboren in New York in een gezin van vier kinderen, en groeide op in Englewood (New Jersey). Hij doorliep de high school aan de Dwight Morrow High School in Englewood waar hij in 1970 zijn diploma haalde. Op veertienjarige leeftijd kwam hij in aanraking met het acteren in een toneelstuk, hier besloot hij om acteur te worden. 
Peters is getrouwd en heeft hieruit een kind. Hij woont vanaf 1973 in Londen (Engeland), en is een aanhanger van Brahma Kumaris Spirituele Academie.

## Filmografie
Selectie:
- 2020 Da 5 Bloods - als Otis
- 2019 Harriet - als Ben Ross
- 2017 Three Billboards Outside Ebbing, Missouri - als Abercrombie
- 2014 John Wick - als Harry
- 2014 The Best of Me - als Morgan Dupree
- 2010 Locked In – als Frank
- 2008 Marley & Me – als editor
- 2003 Head of State – als fondsenwerver
- 2001 K-PAX – als dakloze
- 1999 Notting Hill – als hoofdacteur Helix
- 1986 Mona Lisa – als Anderson
- 1981 Outland – als Ballard

### Televisieseries
Uitgezonderd eenmalige gastrollen.
- 2024 Eric - als George - 5 afl.
- 2024 Testament: The Story of Moses - als stem van God - 3 afl.
- 2024 Truelove - als Ken - 6 afl.
- 2023 The Mantawauk Caves - als rechercheur Solomon Smith - 12 afl.
- 2022 Marvel's Wastelanders: Wolverine - als Professor X - 10 afl.
- 2022 The Man Who Fell to Earth - als Josiah Falls - 10 afl.
- 2021 Foundation - als Abbas - 6 afl.
- 2021 La Fortuna - als Jonas Pierce - 6 afl.
- 2021 The Irregulars - als Linen Man - 7 afl.
- 2019 His Dark Materials - als The Master - 3 afl.
- 2018 Love Is - als 'Wiser' Yasir - 10 afl.
- 2018 Bulletproof - als Ronald Pike - 6 afl.
- 2016-2017 Chance - als Carl - 9 afl.
- 2017 The Blacklist: Redemption - als Richard Whitehall - 2 afl.
- 2016 The Tunnel - als Sonny Persaud - 4 afl.
- 2016 Underground - als Jay - 3 afl.
- 2016 Jericho - als Ralph Coates - 8 afl.
- 2015 Jessica Jones - als rechercheur Oscar Clemons - 4 afl.
- 2015 Show Me a Hero - als Robert Mayhawk - 2 afl.
- 2015 Partners in Crime - als Julius Hersheimmer - 3 afl.
- 2014 The Divide - als Isaiah Page - 8 afl.
- 2010-2013 Treme – als Albert Lambreaux – 38 afl.
- 2012-2013 Person of Interest – als Alonzo Quinn – 11 afl.
- 2011 Archer – als Popeye – 2 afl.
- 2009 Doctor Who: Dreamland – als Night Eagle – 3 afl.
- 2009 Holby City – als Derek Newman – 5 afl.
- 2009 Damages – als Dave Pell – 8 afl.
- 2008 Life on Mars – als kapitein Bellow – 2 afl.
- 2002-2008 The Wire – als rechercheur Lester Freamon – 59 afl.
- 2003 Waking the Dead – als Howard Boorstin – 2 afl.
- 2002 Night & Day – als Gabriel Huysman – 3 afl.
- 2000 The Corner – als Fat Curt – 6 afl.
- 1998 Jonathan Creek – als Hewie Harper – 2 afl.
- 1988 Menace Unseen – als Mark Hallstrom – 2 afl.

## Theaterwerk opBroadway

### Acteur
- 1999 The Iceman Cometh – toneelstuk – als Joe Mott
- 1996–heden Chicago – musical – als Billy Flynn (understudy)

### Schrijver
- 1992-1993 Five Guys Named Moe – musical

- Biblioteca Nacional de España: XX1735932
- Bibliothèque nationale de France: cb14215358m (data)
- Gemeinsame Normdatei: 134745116
- International Standard Name Identifier: 0000 0000 7826 7590
- Library of Congress Control Number: no96045312
- MusicBrainz: 3e12cd74-cbe1-4a6f-b1ad-d44a543a28a3
- Nationale Bibliotheek van Tsjechië: mzk2014843828
- Nationale Bibliotheek van Israël: 987007459514705171
- Système universitaire de documentation: 171896068
- Virtual International Authority File: 87514013
- WorldCat: E39PBJt8grYmMKkkXFrrqXtMyd